# 运-11

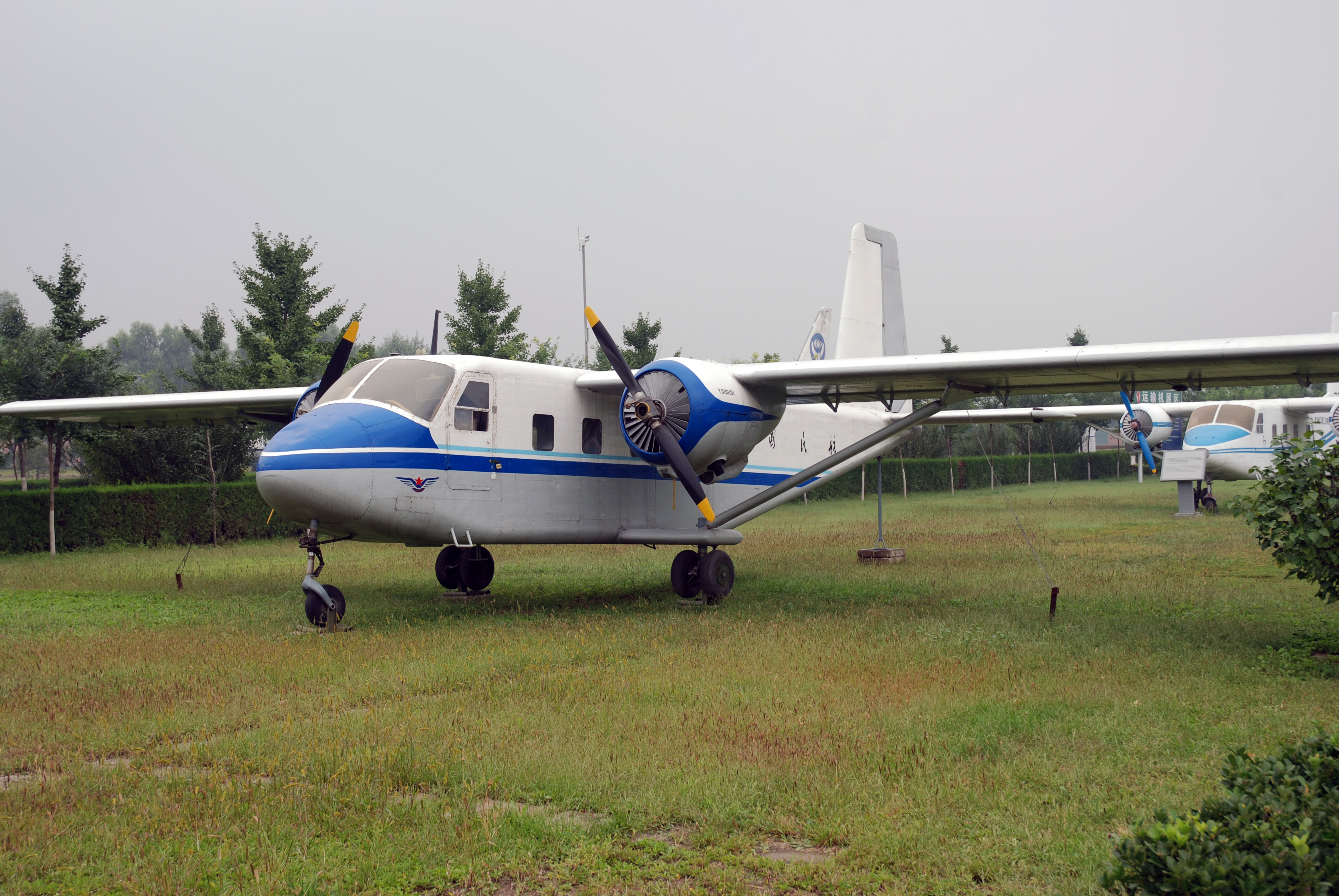

运-11也称Y-11，是哈尔滨飞机制造公司曾经生产的活塞/涡桨多用途轻型飛机。运11飞机采用了上单翼双发动机布局。
1974年4月提出方案，1975年1月开始设计，1975年12月原型机首次试飞，1977年4月批准设计定型。定型后共生产41架，已停产。

## 参見
- 运-12